# Jan Vriezo Voortman
Jan Vriezo Voortman (Smilde, 5 oktober 1919 – Westerbork, 28 augustus 2010) was een Nederlands verzetsstrijder.
Nadat op 7 april 1945 Franse parachutisten in Drenthe waren geland, in het kader van Operation Amherst, wist Voortman 12 van hen ertoe te bewegen de Duitse bezetting van de Veenhoopsbrug te Smilde uit te schakelen. Vervolgens verwijderde Voortman op 10 april de springladingen die de Duitsers onder de brug hadden aangebracht. Toen door Duitsers uit Assen opnieuw springladingen werden geplaatst haalde hij die op 11 april opnieuw weg. De brug bleef behouden en werd gebruikt bij de bevrijding van een deel van Drenthe.
Voortmans zoon Bertus Voortman schreef over de gebeurtenissen het boek De brug van Jan Vriezo (2008).
Voortman ontving op 25 april 1995 tijdens een herdenking in Assen het Franse Diplôme d’Honneur van de Amicale des Anciens Parachutistes S.A.S. voor zijn hulp aan de Franse parachutisten.

Een aanvraag voor een koninklijke onderscheiding werd in 2003 door commissaris der Koningin Relus ter Beek afgewezen wegens 'te lang geleden' en een 'beperkte maatschappelijke herkenbaarheid'.
Voortman was getrouwd met Nel de Geus, met wie hij een zoon en drie dochters kreeg. Hij overleed op 90-jarige leeftijd in verzorgingstehuis het Derkshoes en werd begraven op de begraafplaats Kyllot te Smilde.